# Princess Connect! Re:Dive
Princess Connect! Re:Dive (jap. プリンセスコネクト！Re:Dive Purinsesu konekuto! Ridaibu) – komputerowa gra fabularna wyprodukowana przez Cygames. Została wydana w Japonii 15 lutego 2018 na platformach Android i iOS, a 22 maja ukazała się także na systemy Microsoft Windows za pośrednictwem DMM Games.
Produkcja została zapowiedziana w sierpniu 2016 jako kontynuacja gry społecznościowej Princess Connect!, która została wydana 18 lutego 2015.
Na bazie gry powstała adaptacja anime wyprodukowana przez studio CygamesPictures, która była nadawana od kwietnia do czerwca 2020. Drugi sezon emitowano od stycznia do marca 2022.

## Fabuła
Po wydarzeniach z Princess Connect! gildia Twinkle Wish wspina się na Wieżę Sol, gdzie dociera na sam szczyt i napotyka Manę Senri, która połączyła się z Minervą. Po pokonaniu Hiyori i Rei, Yuuki zostaje ciężko ranny, a następnie osłania Yui przed atakiem, zanim sam zostaje pochłonięty przez cios Many. Yuuki budzi się w nieznanym miejscu i spotyka Ameth, która wydaje się go znać. Nie tracąc czasu, wysyła go z powrotem do Landsol, gdzie zostaje mu powierzona niejasna misja, którą musi wykonać.
Po przebudzeniu Yuuki traci całą pamięć. Spotyka Kokkoro, dziewczynę wyznaczoną przez Ameth na jego przewodniczkę podczas przygód. Wkrótce potem poznaje szermierkę o ogromnym apetycie, którą nazywają Pecorine, a następnie dziewczynę z rasy kotoludzi, Karyl. Grupa zakłada gildię Gourmet Edifice, której celem jest przeżywanie przygód i delektowanie się jedzeniem, jakie oferuje Landsol. Tymczasem Yuuki postanawia odzyskać swoje wspomnienia i wypełnić misję powierzoną mu przez Ameth.

## Manga
Na podstawie gry powstała manga napisana przez Asahiro Kakashiego i zilustrowana przez wEshica/Shōgo. Była publikowana online za pośrednictwem aplikacji Cycomics firmy Cygames od 18 lutego do 23 grudnia 2018. Wydawnictwo Kōdansha zebrało jej rozdziały w dwóch tankōbonach, wydanych 30 marca i 28 grudnia 2018. Antologia z udziałem różnych artystów została wydana 27 maja 2019.
| Nr | Data wydania (język japoński) | ISBN (język japoński)  |
| -- | ----------------------------- | ---------------------- |
| 1  | 30 marca 2018                 | ISBN 978-4-06-509257-6 |
| 2  | 28 grudnia 2018               | ISBN 978-4-06-513346-0 |

## Anime
Adaptacja w formie telewizyjnego serialu anime została zapowiedziana 15 lutego 2019. Za produkcję odpowiadało studio CygamesPictures, reżyserem został Takaomi Kanasaki, a projekty postaci wykonali Satomi Kurita, Lie Jun Yang i Yasuyuki Noda. Seria była emitowana od 7 kwietnia do 30 czerwca 2020 w stacjach Tokyo MX, BS11, Sun TV i KBS Kyoto. Prawa do streamingu anime nabył Crunchyroll.
13 sierpnia 2020 ogłoszono, że serial otrzyma drugi sezon, a studio CygamesPictures powróci do produkcji. Za reżyserię odpowiadali Yasuo Iwamoto i Takaomi Kanasaki, który przygotował również scenariusz. Do zespołu projektantów postaci, w skład którego wchodzili Kurita, Yang i Noda, dołączyła Mai Watanabe, z kolei muzykę do serialu skomponowało studio Imagin. Seria ta była emitowana od 11 stycznia do 29 marca 2022.